# Giuliana Atepi
Giuliana Atepi (Reggio Calabria, 31 maggio 1980) è una doppiatrice e attrice italiana.

## Carriera
Attiva soprattutto negli studi di Milano, dal 2006 è tra le voci di Radio Deejay e del canale satellitare My Deejay; dal 2011 partecipa anche come imitatrice alla trasmissione Ciao Belli. Dal 2016 è speaker per RSI Radiotelevisione svizzera. Nel 2018 diventa voce ufficiale della neonata compagnia telefonica Iliad.

## Filmografia

### Televisione
- Vivere (2003)
- Invisibili (2004)
- Andata e ritorno in treno (2007)
- Terapia d'urgenza (2008)
- Così fan tutte 2 (2010)

## Doppiaggio

### Cinema
- Yuu Kashii in Death Note - Il film
- Rakel Wärmländer in Due fuori pista, Due fuori pista 2

### Serie televisive
- Tyler Rushnig in The Purge
- Elizabeth Gillies in Victorious, iParty con Victorious, Sam & Cat
- Suzy in Dream High
- Carlie Casey in Ned - Scuola di sopravvivenza
- Meagan Tandy in Jane stilista per caso
- Ciara Hanna in Power Rangers Megaforce
- Micaela Vazquez in Rebelde Way (2° doppiaggio)
- Aroa Rodríguez in Una vita
- Rachel Wilson in Nurses - Nel cuore dell'emergenza
- Zainab Johnson (Aleesha) in Upload

### Film di animazione
- Leni e Lisa Loud in A casa dei Loud: Il film e Il tempo delle spie - Il film di A Casa dei Loud
- Frida Puga-Casagrande in I Casagrande - Il film
- Nanna Jinnouchi in Summer Wars
- Kimiyo Arima in Le voci della nostra infanzia
- Hadley in Barbie - L'accademia per principesse
- Renee in Barbie squadra speciale
- Sucy Manbavaran in entrambi i film di Little Witch Academia
- Hitomi Kisugi in City Hunter: Private Eyes

### Animazione
- Leni e Lisa Loud in A casa dei Loud
- Frida Puga-Casagrande in I Casagrande
- CherryGum in Rocket Monkeys
- Maoul in Mirmo!!
- Sakura in Keroppi
- Harpy e Triclops in Casper - Scuola di paura
- Kari Tsukumo in Yu-Gi-Oh! Zexal
- Sky Zaizen / Blue Angel in Yu-Gi-Oh! VRAINS
- Tsunami, Naruto (Tecnica seducente) e Ibara in Naruto
- Naruto (Tecnica seducente) in Naruto: Shippuden
- Esperanza in Aquarion
- Principessa Lione in Twin Princess - Principesse gemelle
- Himiko in Happy Lucky Bikkuriman
- Aika S. Granzchesta in Aria
- Sakura in Hello Kitty
- Mari in Blue Dragon
- Cindy in Devil May Cry
- Assistente in Najica Blitz Tactics
- Mamma di My Melody in My Melody - Sogni di magia
- Bianca in Pokémon Diamante & Perla
- Toka in Sugar Sugar
- Mireille Darie in Sugarbunnies
- Gloria in Old Tom
- Gaby in Fur TV
- Affettuorsa in Gli orsetti del cuore
- Christine in Ozzy & Drix
- Mamma Ruby in Alla ricerca della Valle Incantata
- Louis e Shirley in Un pizzico di magia
- Granchio in Ondino
- Futuro in Spider Riders
- Cindy in Secret Ranch
- Luviagelita Edelfelt in Fate/stay night: Unlimited Blade Works
- Yuzuki Fuwa in Assassination Classroom
- Brianne De Chateau in Dragon Ball Super
- Margaret in Regular Show
- Sucy Manbavaran in Little Witch Academia
- Michiyo Goto in Bocchi the Rock!
- Rod in Top Wing
- Megumi Fushiguro (da bambino) in Jujutsu kaisen - Sorcery Fight
- Giglio Tigrato in Le nuove avventure di Peter Pan
- Henrietta Pussycat in Daniel Tiger
- MM in Tutor Hitman Reborn!
- Soifon, Jinta Hanakari e Kei "Donny" Uehara in Bleach
- Giornalista e Kate in Cyberpunk: Edgerunners
- Caitlin in Totally Spies! - Che magnifiche spie!
- Shizue Izawa in That Time I Got Reincarnated as a Slime
- Akiko Makimura in Devilman Crybaby
- Onia in Orizzonti Pokémon: La serie
- Lady Nagant in My Hero Academia

### Videogiochi
- Molly Ferguson e ragazzino in Call of Juarez (2006)[2]
- Angelina Johnson e Calì Patil in Harry Potter e l'Ordine della Fenice (2007)[3]
- Formichine in Ant Bully - Una vita da formica (2007)[4]
- Lilith in Borderlands (2009),[5] Borderlands 2 (2012),[6] Borderlands: The Pre-Sequel (2014)[7] e Borderlands 3 (2019)[8]
- Amelia in Kinect Adventures! (2010)[9]
- IDA in Mass Effect 2 (2010), Mass Effect 3 (2012)
- Voce radio e Monarch in Homefront (2011)[10]
- Chloe Lynch in Call of Duty: Black Ops II (2012)[11]
- Lucy Thorne in Assassin's Creed: Syndicate (2015)[12]
- Amelia Stockon, Bonnie Tournquist, Clair Hutchins, Dottoressa Patricia, Emogene Cabot, Kendra, Miranda Song, Penny Fitzgerald, Rowdy e Tina DeLuca in Fallout 4 (2015)[13]
- Victoria Bibeau in Assassin's Creed: Odyssey (2018)[14]
- Mira Morales in Just Cause 4 (2018)[15]
- Modron in Assassin's Creed: Valhalla (2020)[16]
- Asera in Horizon Forbidden West (2022)[17]
- La tessitenebre in Remnant II (2023)[18]
- Odissey in Spider-Man 2 (2023)[19]
- Voci aggiuntive in Monster Hunter Wilds (2025)